# Aeroportul Municipal Jonesboro
Aeroportul Municipal Jonesboro (IATA: JBR, ICAO: KJBR, FAA LID: JBR) este un aeroport din Arkansas, Statele Unite ale Americii ce deservește zona Jonesboro⁠(d). Aeroportul a fost tranzitat în 2019 de 10.784 de pasageri. A fost numit după zona deservită.
Situat la o altitudine de 80 m, aeroportul dispune de 2 piste.

## Infrastructură

### Piste
Aeroportul dispune de 2 piste. Pista 05/23 are suprafața de asfalt și dimensiunile 6.200 picioare × 150 picioare. Pista 13/31 are suprafața de asfalt și dimensiunile 4.099 picioare × 150 picioare. 